# Tech Model Railroad Club
Le Tech Model Railroad Club (TMRC) est un club de modélisme ferroviaire des étudiants du Massachusetts Institute of Technology (MIT), créée en 1946, et dont les travaux de l'équipe charge de l'électricité et de la programmation sont devenus une référence pour nombreux hackers.  
En 1959, Peter Samson compile dans un dictionnaire, ancêtre du Jargon File, plusieurs termes à la base du vocabulaire des hackers (comme foo, mung, ou encore frob).  
Steven Levy, dans son livre L'Éthique des hackers, estime que le sous-comité « Signaux et Puissance » (« Signals and Power Subcommittee »), chargé du fonctionnement électrique du réseau miniature du club, a constitué les bases du mouvement hacker. 